# Lotnisko Legnica
Lotnisko Legnica (do 2016 r. kod ICAO: EPLE) – zlikwidowane formalnie w 2015 roku poniemieckie lotnisko zbudowane przed I wojną światową dla sterowców, zajęte po wojnie przez Północną Grupę Wojsk Armii Radzieckiej dla celów militarnych, położone w południowo-wschodniej części Legnicy. Od 2016 roku obszar inwestycyjny miasta o przeznaczeniu usługowym i produkcyjnym.

## Historia

### 1915-1945
Lotnisko pod Legnicą, przy starej drodze do Jawora poza ówczesnymi granicami miasta, powstało w 1915 roku jako prowizoryczne lądowisko wojskowe z hangarem dla sterowców. Niemcy mieli plany uruchomić lotnisko pasażerskie z połączeniami regularnymi, ale po przegranej I wojnie światowej zostały one zarzucone i nigdy nie doczekały się realizacji. W 1933 roku w ramach budowy w Legnicy silnego garnizonu Wehrmachtu wzniesiono nowoczesne lotnisko wojskowe wraz z koszarami szkoleniowymi Luftwaffe. Pierwotnie w Legnicy ulokowano IV grupę bojową 153 pułku lotniczego, następnie zastąpiono ją II grupą bojową 252 pułku lotniczego. W 1939 roku istniały plany budowy na lotnisku trzech betonowych dróg startowych. Pierwsza powstała prawdopodobnie siłami jeńców wojennych w 1940 roku, pozostałe nie zostały zrealizowane.

### 1945-1993
Po zajęciu Legnicy przez Armię Czerwoną do końca 1945 roku lotnisko nie było wykorzystywane. Północna Grupa Wojsk Armii Radzieckiej zajęła lotnisko po podjęciu decyzji o lokalizacji w Legnicy dowództwa Grupy. Do czasu wybudowania Lotniska w Krzywej w Legnicy stacjonowały samoloty myśliwskie, następnie ulokowano tutaj śmigłowce szturmowe. Lotnisko, rozbudowane przez wojska radzieckie w latach 50. XX w., pełniło również funkcje zaopatrzeniowe i pasażerskie na potrzeby sztabu i dowództwa PGWAR.

### 1993-2016
Władze polskie przejęły lotnisko po opuszczeniu kraju przez wojska Federacji Rosyjskiej w 1993 roku. Z nieprzydatności dla Wojska Polskiego lotnisko przekazano gminie Legnica, która powołała spółkę Strefa Aktywności Gospodarczej i powierzyła jej obiekt.
2 czerwca 1997 roku na lotnisku w Legnicy miała miejsce msza święta z udziałem papieża Jana Pawła II (w ramach VI pielgrzymki Jana Pawła II do Polski).
Zarząd Miasta Legnicy przyjął model funkcjonowania lotniska zatwierdzając w 2001 roku „Koncepcję zagospodarowania lotniska w Legnicy”, która jednak nie proponowała wprowadzenia stałych połączeń pasażerskich. W przyjętym 28 stycznia 2002 przez Radę Miejską Legnicy „Studium uwarunkowań i kierunków zagospodarowania przestrzennego miasta Legnicy” jako jeden z elementów pozytywnie oddziałujących na rozwój miasta wskazano lotnisko, lecz nie podano bliższych propozycji wykorzystania tego rodzaju infrastruktury.
Po 2008 roku wysuwano postulaty uruchomienia w Legnicy portu pasażerskiego. Twierdzono, że lotnisko to z pewnymi problemami technicznymi nadawało się do wprowadzenia ruchu pasażerskiego.
W ostatnich latach formalnego funkcjonowania droga startowa oraz drogi kołowania lotniska były w bardzo złym stanie. Lądowanie groziło uszkodzeniem samolotu. Na lotnisku odbywały się nielegalne wyścigi samochodowe, co stanowiło dodatkowe zagrożenie dla ewentualnego ruchu lotniczego. 2 stycznia 2008 opublikowano NOTAM informujący o zamknięciu lotniska do 31 grudnia 2009 r. dla każdego ruchu powietrznego.
W dokumentach strategicznych województwa dolnośląskiego od 2012 roku przestano ujmować potrzebę funkcjonowania lotniska w Legnicy.
Lotnisko w latach 1999-2016 było wpisane do Rejestru Lotnisk Cywilnych (numer 47) jako lotnisko cywilne wyłączne o kodzie referencyjnym 3 B, z drogą startową o nawierzchni sztucznej. Współrzędne geograficzne: 51°10′59″N 16°10′46″E/51,183056 16,179444.
24 października 2016 uchwałą Rady Miejskiej lotnisko zostało zlikwidowane, a teren po obiekcie przeznaczono pod działalność produkcyjną i usługową. Gmina przewidywała utworzenie na obszarze byłego lotniska do 6000 miejsc pracy.

## Współczesność
Na obszarze byłego lotniska powstały obiekty handlowe, w tym hipermarket, oraz magazyny. Władze Legnicy usiłują sprzedać kolejne działki na terenie byłego lotniska.
Niewypełnienie przez spółkę Strefa Aktywności Gospodarczej zadania uruchomienia lotniska, a następnie fakt jego likwidacji przez władze Legnicy były przedmiotem wielokrotnych, bezskutecznych doniesień do prokuratury, kierowanych przez legnickie organizacje pozarządowe związane z opozycją władz miasta i popularyzacją lotnictwa (m.in. w latach: 2010, 2012 i 2017.).